# Katedra św. Franciszka z Asyżu w Koczinie
Katedra św. Franciszka z Asyżu w Koczinie jest rzymskokatolicką katedrą w indyjskim mieście Koczin oraz siedzibą arcybiskupa Verapoly i główną świątynią archidiecezji Werapoly. Katedra znajduje się przy ulicy Broadway, w dzielnicy Ernakulam.
Nie jest to zabytkowa świątynia. Została wybudowana w latach 1977–1981, konsekrowana w 1981 przez biskupa Verapoly Josepha Kelantharę, biskupa pomocniczego Anthony'ego Thannikota i proboszcza parafii Alexandra Vadakumthalę. 7 lutego 1986 katedrę odwiedził papież Jan Paweł II.